# 胸痛
胸痛或胸部疼痛、胸口疼痛，是颈部与胸廓下缘之间的疼痛；可由多种疾病所致，如胸壁软组织、肌肉、肋骨、胸骨病变；或肋间神经与脊柱病变；也可以是呼吸系统如胸膜、气管、支气管及肺部等病变；还可以是心血管病变如心绞痛、心肌梗死、心包炎及心肌炎等；甚至消化系统疾病如食管炎、胃食管反流病、肝胆疾病等也可引起胸痛。
胸痛是一系列严重疾病的常见症状，一般出现此症状时便需要考虑送往急救进行治疗。虽说胸痛不一定是由心脏病变引起，但医生在诊断的过程中也必须将其可能性考虑进去。与心脏相关的胸痛被称为心绞痛。